# 布雷蒙库尔
布雷蒙库尔（法語：Brémoncourt，法語發音：[bʁemɔ̃kuʁ]）是法国默尔特-摩泽尔省的一个市镇，属于吕内维尔区。

## 地理
布雷蒙库尔（48°29'17"N, 6°21'9"E）面积5.24 平方千米，位于法国大東部大區默尔特-摩泽尔省，该省份为法国东北部内陆省份，是洛林的一部分，北邻比利时、卢森堡，北起顺时针与摩泽尔省、下莱茵省、孚日省和默兹省接壤。
与布雷蒙库尔接壤的市镇（或旧市镇、城区）包括：栋塔伊昂莱尔、安沃、弗罗维尔、艾涅维尔、梅翁库尔。

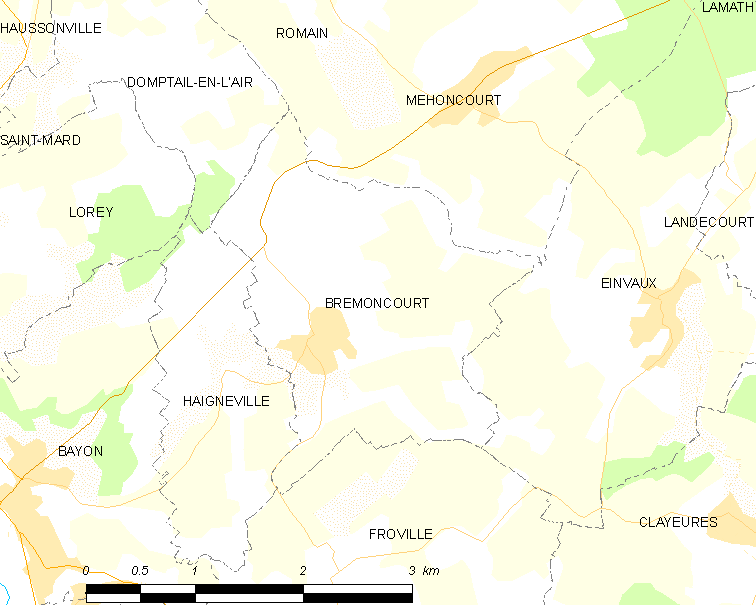
布雷蒙库尔的OSM定位图

布雷蒙库尔的时区为UTC+01:00、UTC+02:00（夏令时）。

## 行政
布雷蒙库尔的邮政编码为54290，INSEE市镇编码为54098。

## 政治
布雷蒙库尔所属的省级选区为吕内维尔第二县。

## 人口

1962-2008年间布雷蒙库尔人口变化图示

布雷蒙库尔于2022年1月1日时的人口数量为167人。